# Monte Olimpo
O monte Olimpo (em grego: Όλυμπος; romaniz.: Ólympos, ou όρος  Όλυμπος, também transliterado como óros Ólympos em mapas modernos) é a mais alta montanha da Grécia, com 2 917,727 metros de altitude máxima e 2 355 m de proeminência topográfica. É uma das mais altas montanhas da Grécia, em altitude absoluta da base até o topo. Está situado a cerca de 100 km de distância de Salonica, a segunda maior cidade da Grécia, próximo do mar Egeu, na região da Tessália.
O seu ponto mais alto é designado Miticas (Μύτικας, Mýtikas) e ele é reconhecido pela sua flora, a qual é muito rica, sobretudo devido à presença de espécies endêmicas.
Qualquer um que queira escalar o monte Olimpo começa a partir da cidade de Litochoro (Λιτόχωρος, Litókhôros), que acabou também por receber o nome Cidade dos deuses, devido à sua localização próxima à base do monte Olimpo.

## Na mitologia grega
Na mitologia grega, o monte Olimpo é a morada dos Doze deuses do Olimpo, os principais deuses do panteão grego. Os gregos pensavam nisto como uma mansão de cristais que estes deuses (como Zeus) habitavam. Sabe-se também que, quando Gaia deu origem aos Titãs, eles fizeram das montanhas gregas, inclusive as do monte Olimpo, seus tronos, pois eram tão grandes que mal cabiam na crosta terrestre. A etimologia de "Olimpo" é desconhecida, mas possui grandes traços de semelhança com a cultura dos dóricos.

## Influência
Olimpo é um nome popular para montanhas em todo o mundo. Além do monte Olimpo na Tessália, há mais quatro com esse nome nas regiões de influência grega: o Olimpo da Mísia e o da Cilícia (regiões do antigo Império Bizantino, atualmente na Turquia), o da Arcádia e da Élida. Ainda há um com o mesmo nome e que é o ponto mais alto da ilha de Chipre (monte Olimpo), um na antiga região da já extinta região de Frígia e outros dois nos estados norte-americanos de Utah e Washington, além de um vulcão em Marte (Olympus Mons).